# Biserica de lemn din Pogănești

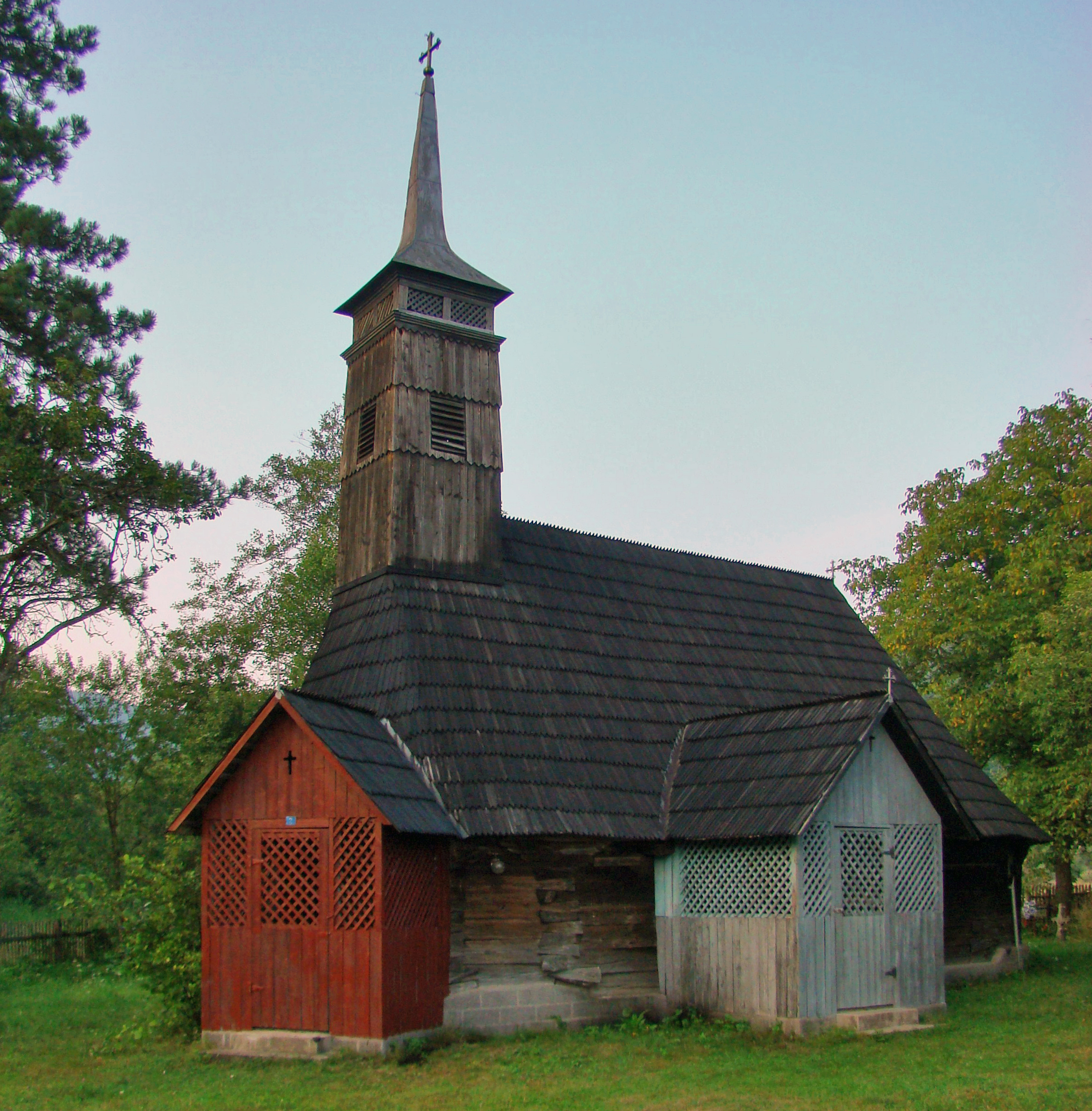
Biserica de lemn „Sf.Apostoli” din Pogăneşti, comuna Zam, județul Hunedoara, foto: august 2009.

Portalul cu femeia între doi şerpi de la intrarea în tinda femeilor. Foto: iunie 2009.

Interiorul naosului, spre iconostas. Foto: iunie 2009.

Biserica de lemn din Pogănești, comuna Zam, județul Hunedoara a fost ridicată în sec. al XVIII-lea. Are hramul „Sfinții Apostoli Petru și Pavel” (29 iunie) și figurează pe noua listă a monumentelor istorice, cod LMI HD-II-m-B-03415. Biserica se distinge prin portalul spre tinda femeilor, pe care este cioplită o reprezentare foarte rar întâlnită a femeii între doi șerpi.

## Istoric
Așezată aproape de drum, biserica de la Pogănești a fost construită după mijlocul veacului al XVIII-lea. Fiind vremuri de restriște, din pricina turcilor, dar și de tulburări confesionale, a fost lipsită de binecuvântarea ierarhului superior, dovada târzie a primirii acesteia aducând-o antimisul în limba greacă din martie 1773. Conscripția din acelasi an îl menționează ca preot al bisericii și al poporului pe popa Marian. Pe bârne, sub căptușeala de scânduri dăinuie doar fragmente de pictură, artă din care lăcașului i-au rămas unele mărturii : o icoană împărătească a lui Iisus Învățător, de la mijlocul secolului XVIII; ușile împărătești, cu chipurile apostolilor Petru și Pavel, realizate spre finele aceluiași veac, posibil de Nicolae din Lupșa Mare; icoane pe sticlă, din 1805. În 1984 biserica a fost renovată, lucrările alterând însă valoarea monumentului. Cele doua polate, prelungite din învelitoarea de șiță și sprijinite pe stâlpi cu rostul intrărilor, au fost înlocuite prin pridvoare închise, inestetice. 

## Imagini din exterior

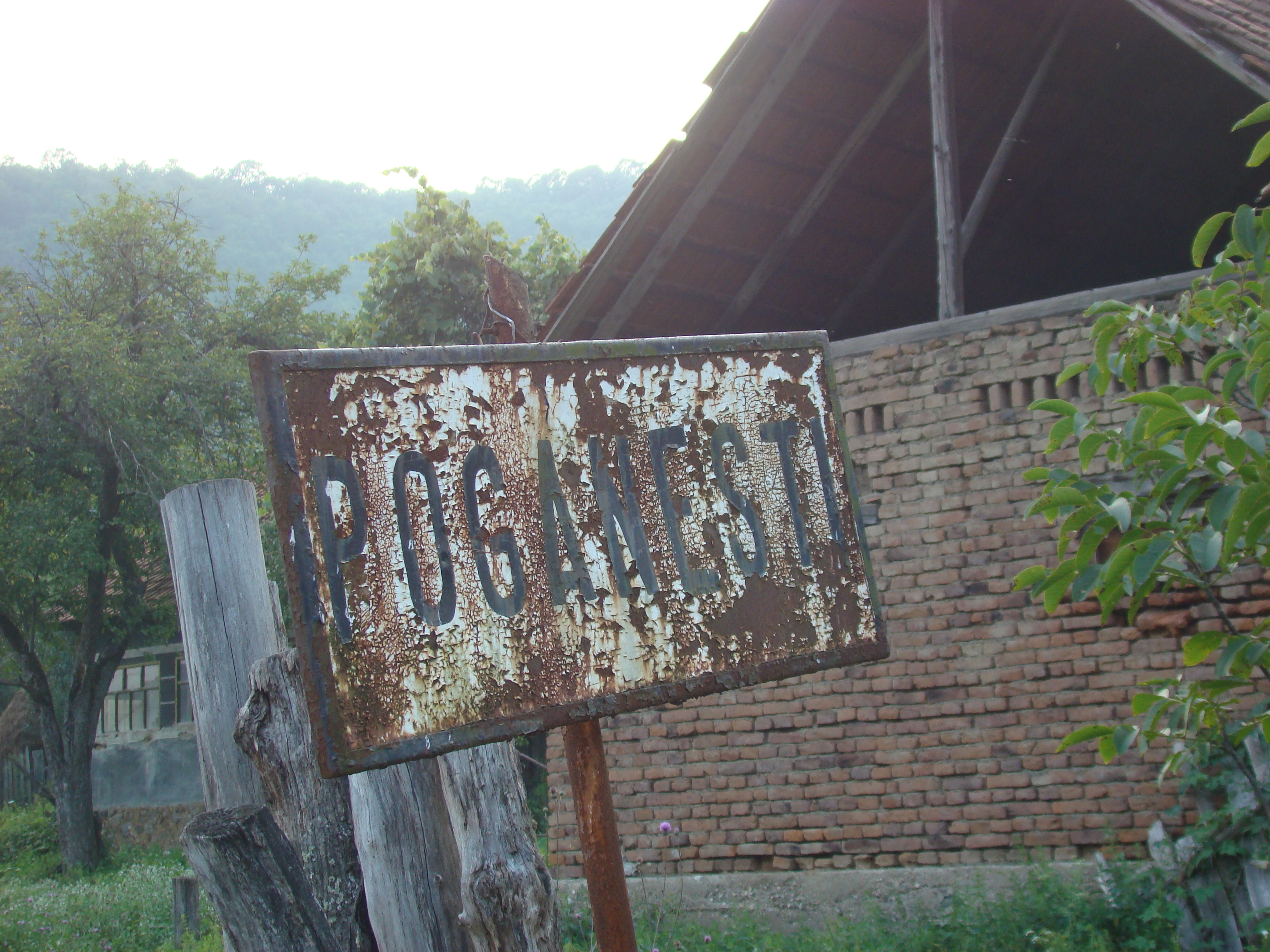
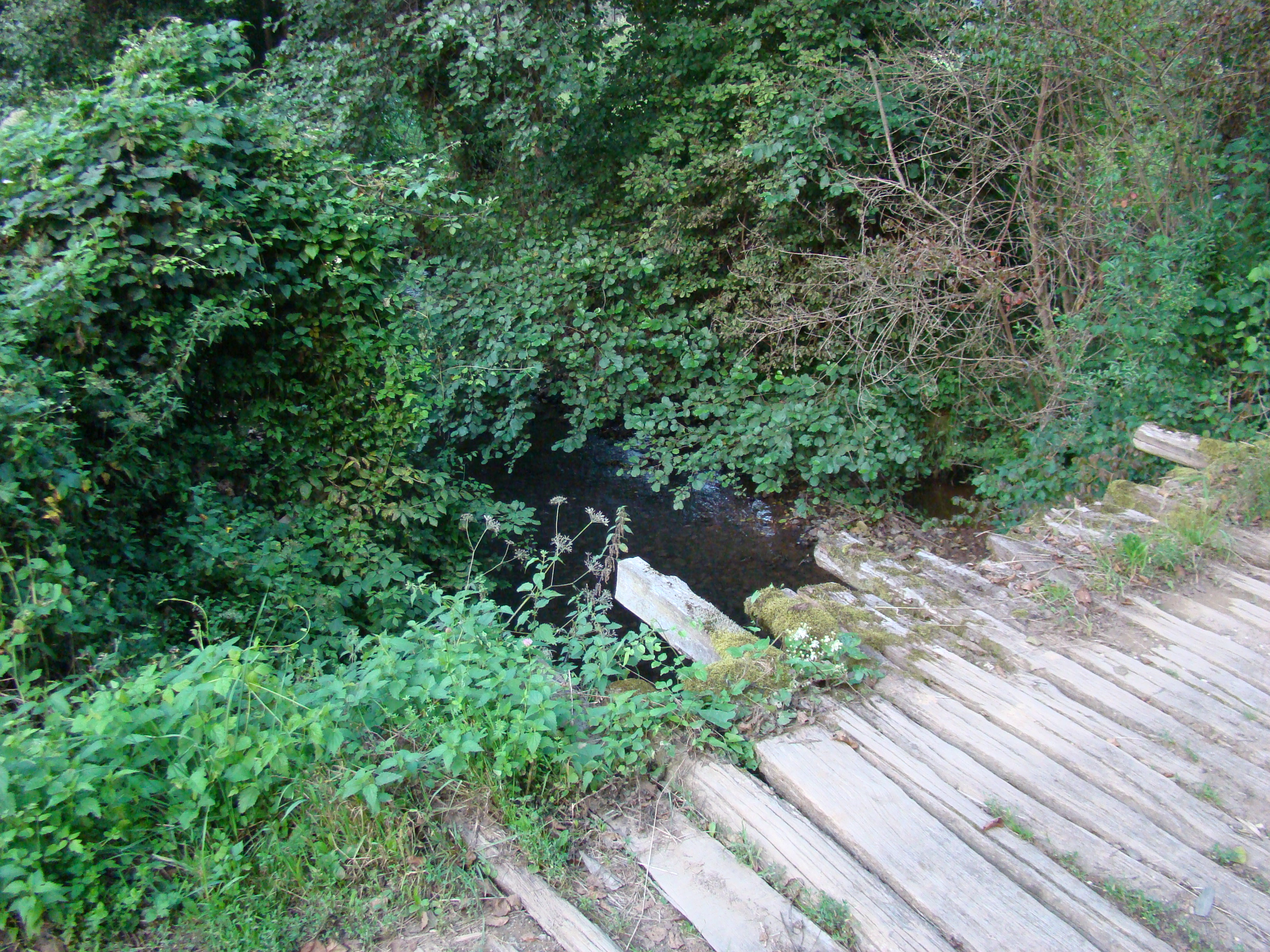
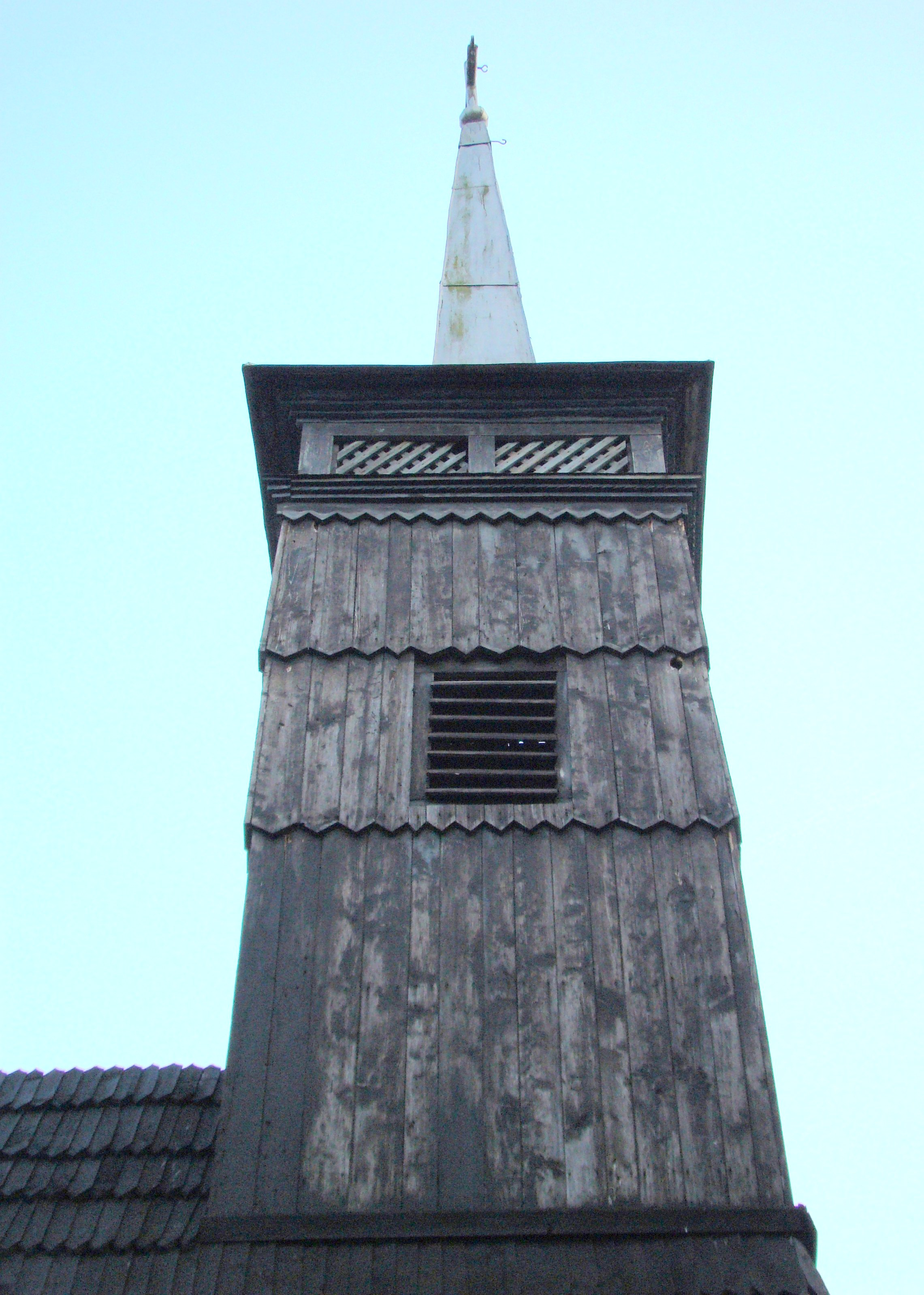
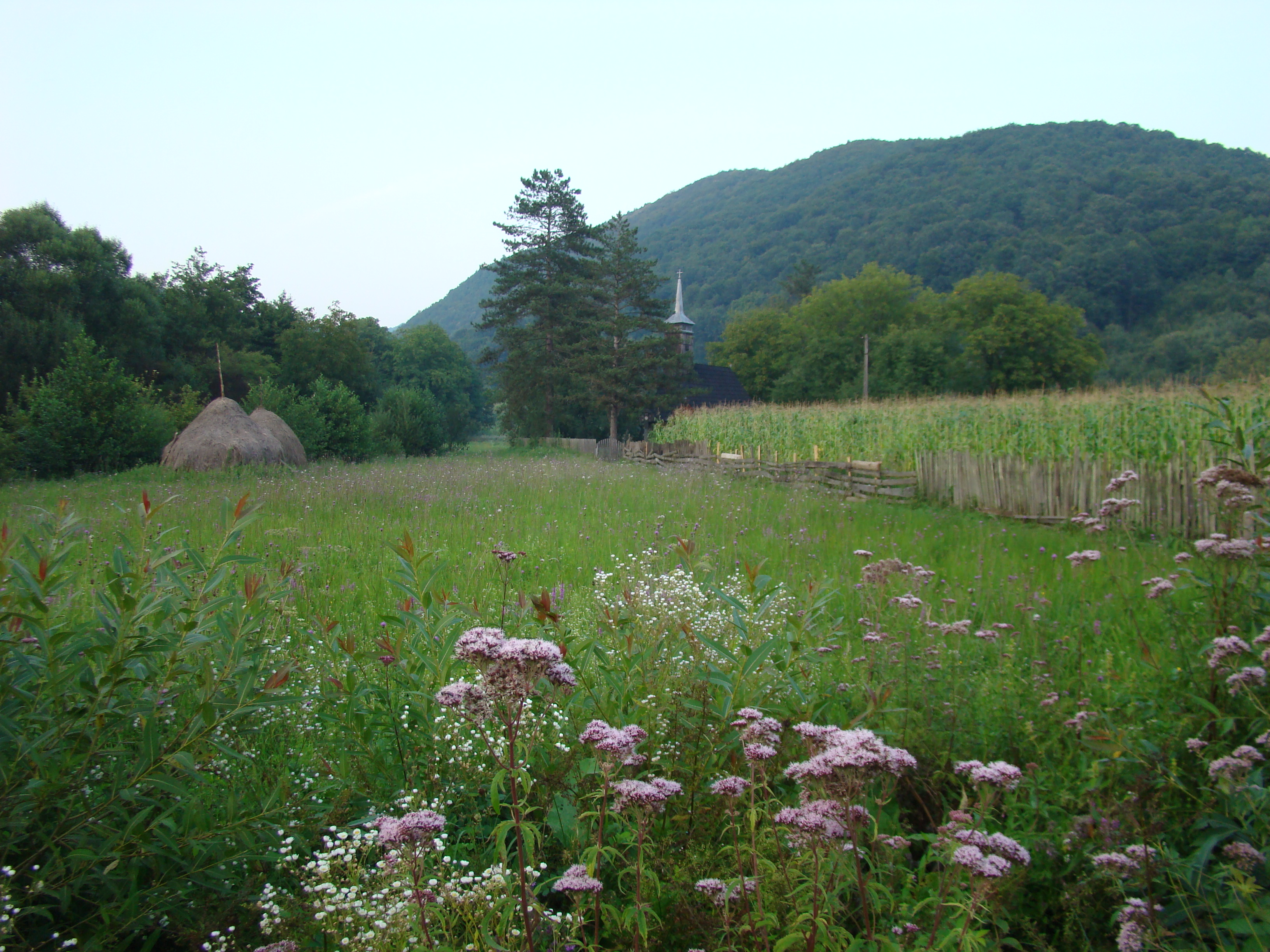
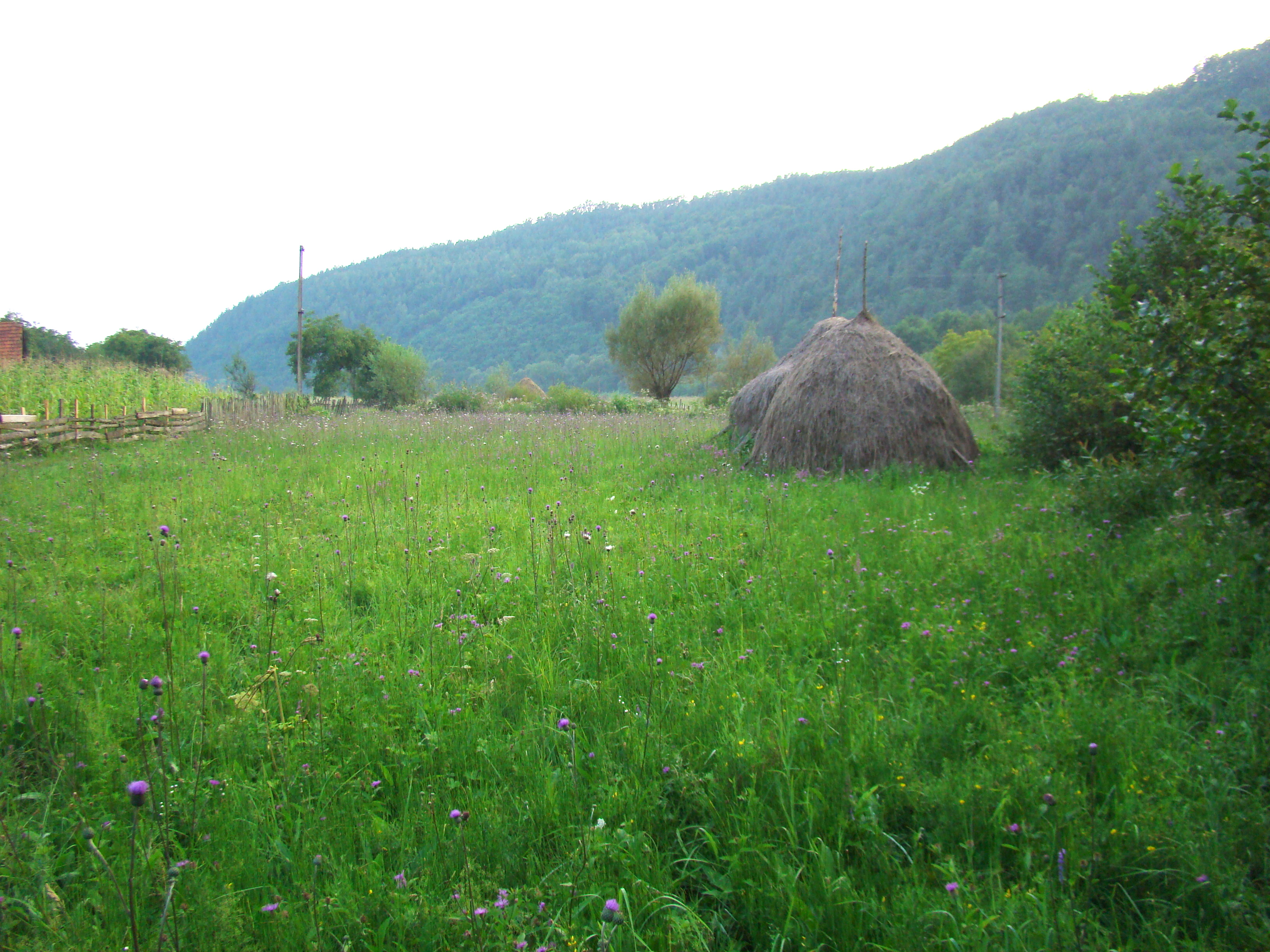
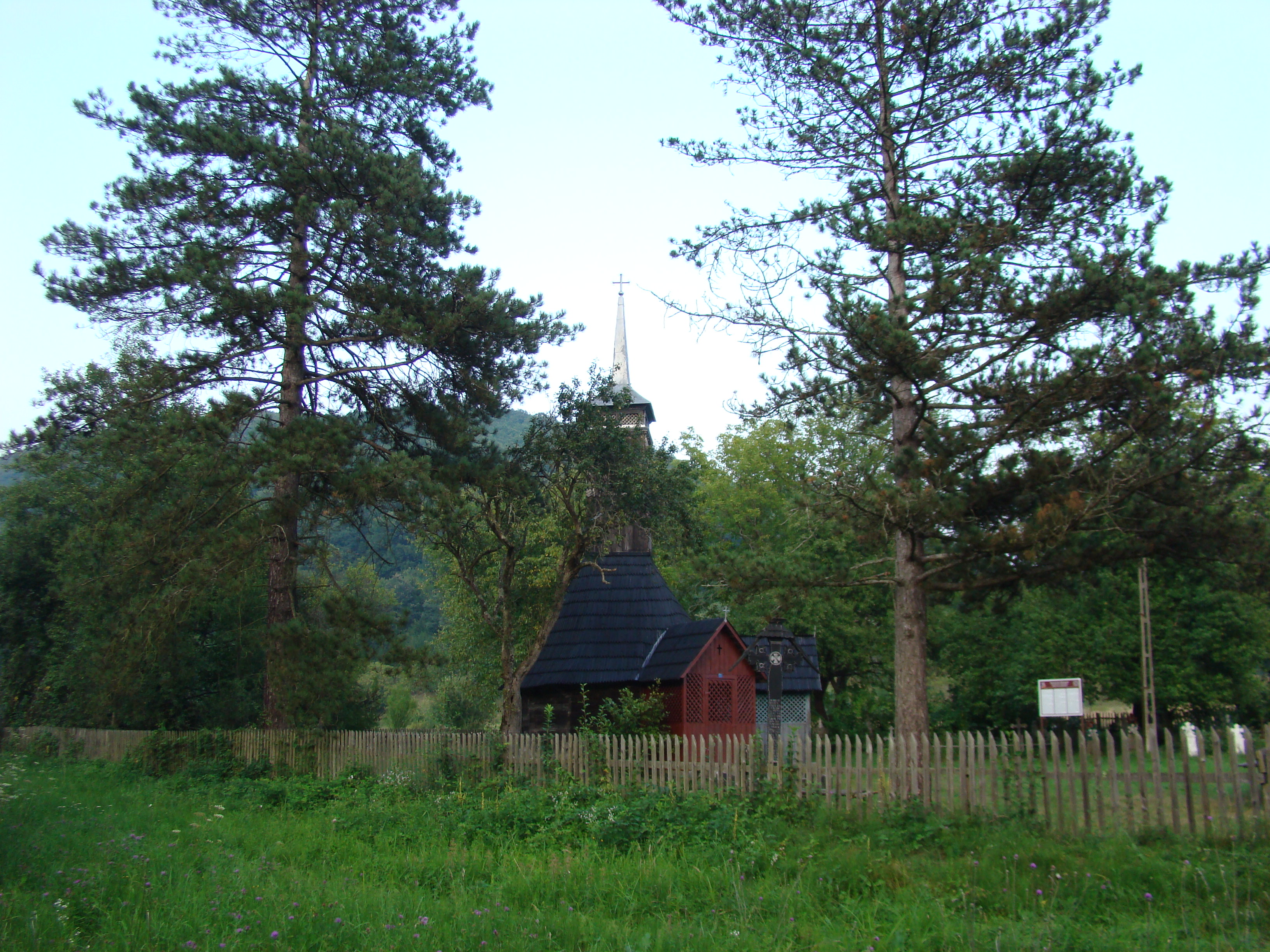
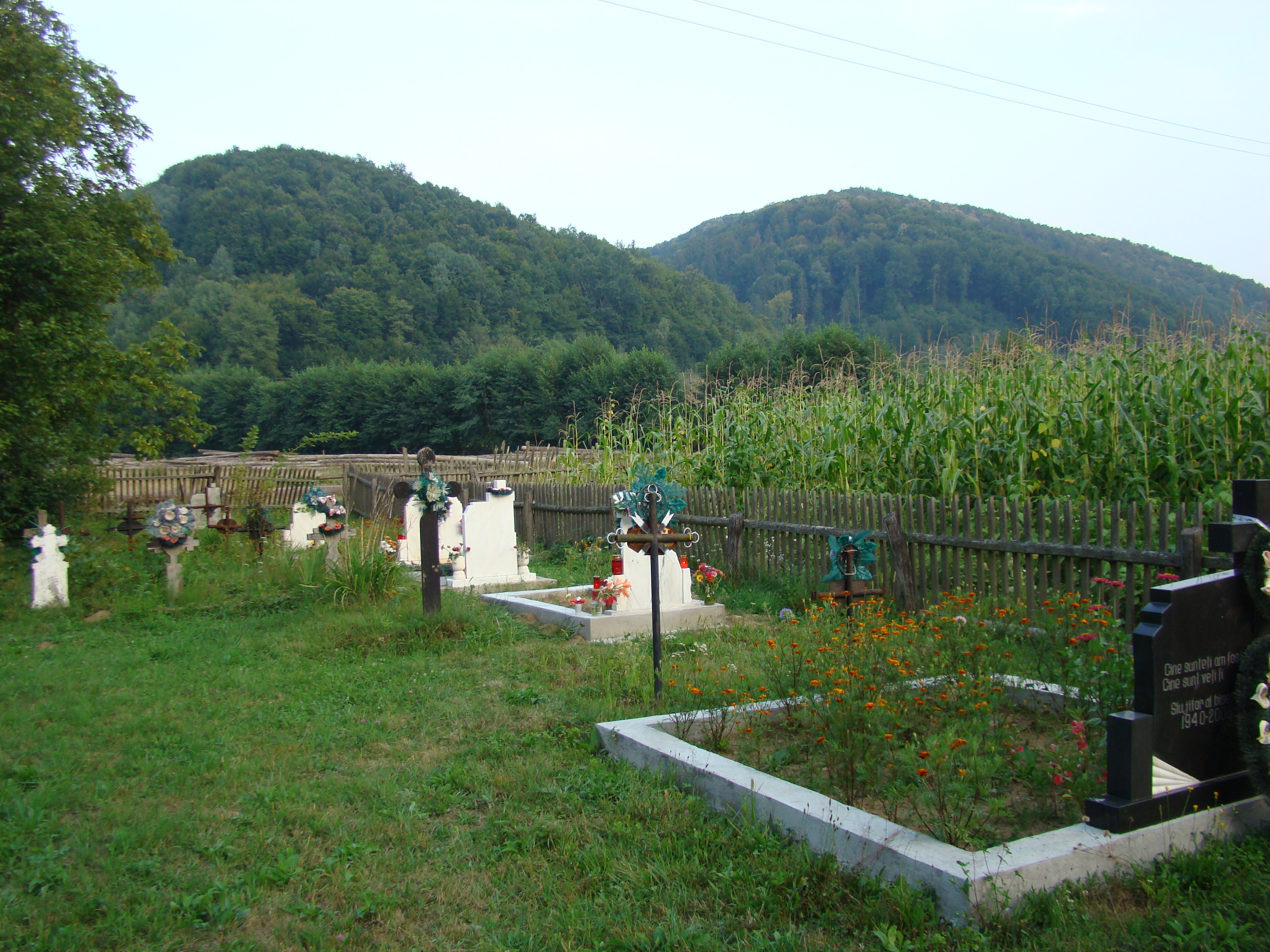
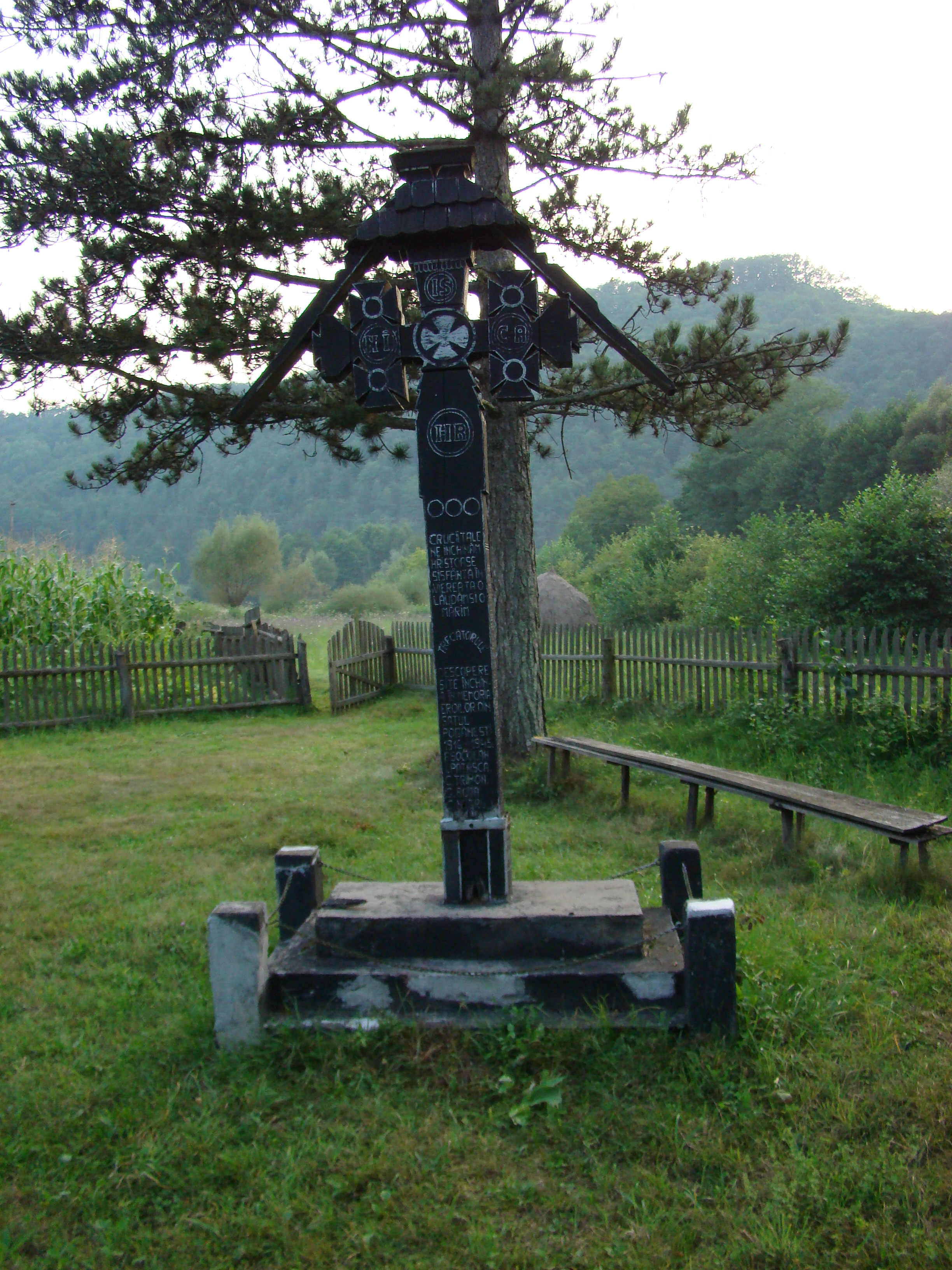
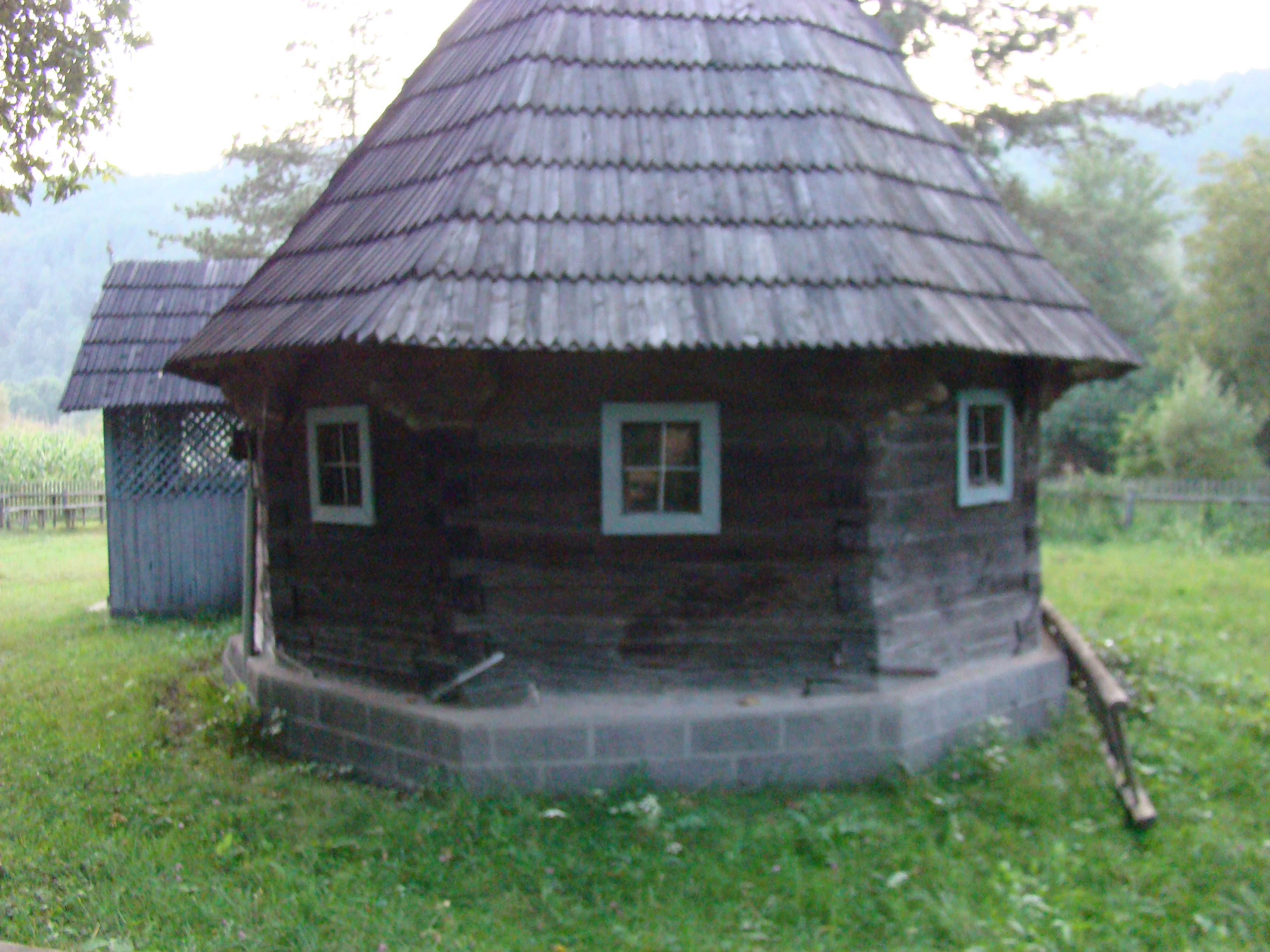
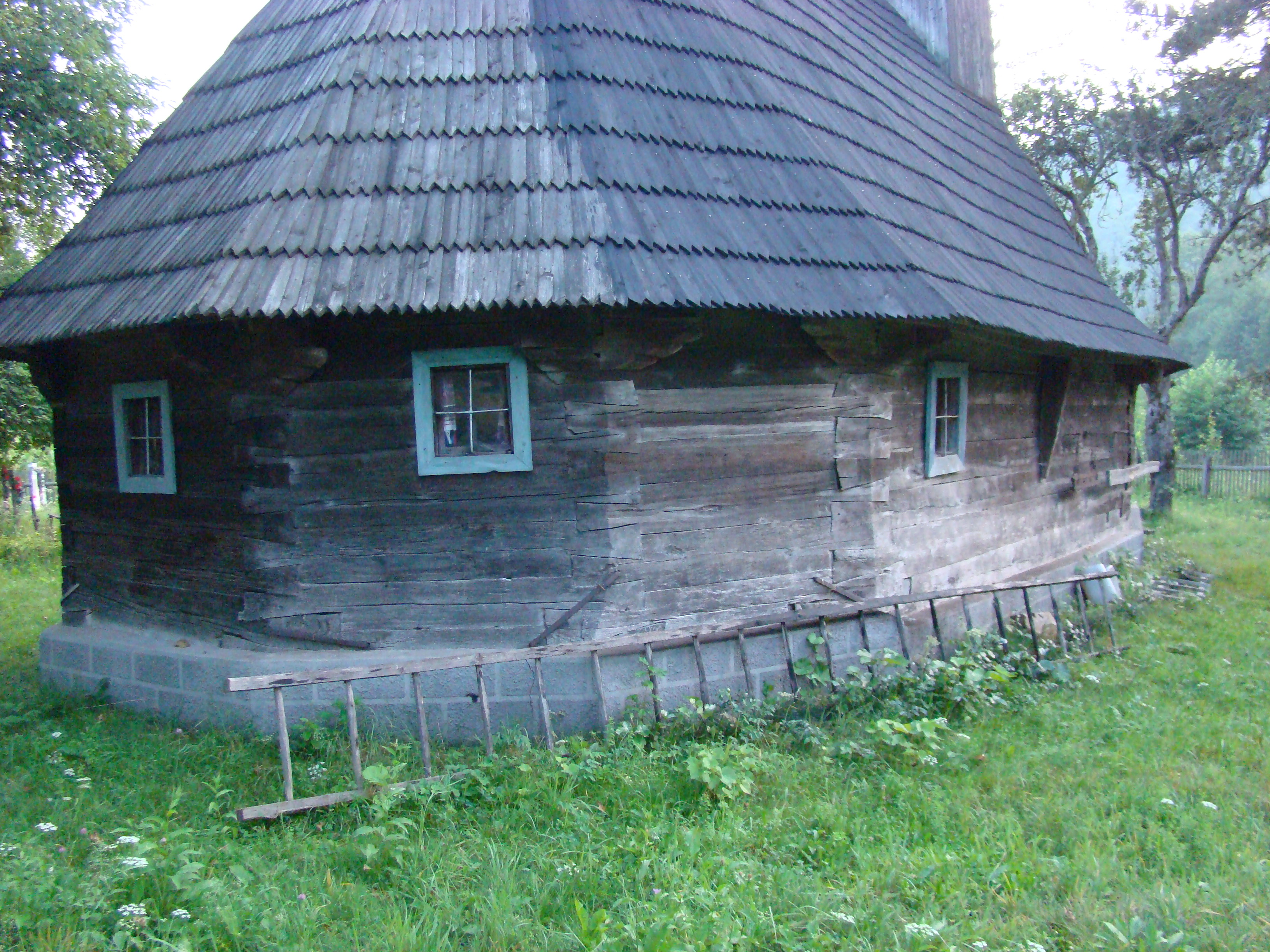
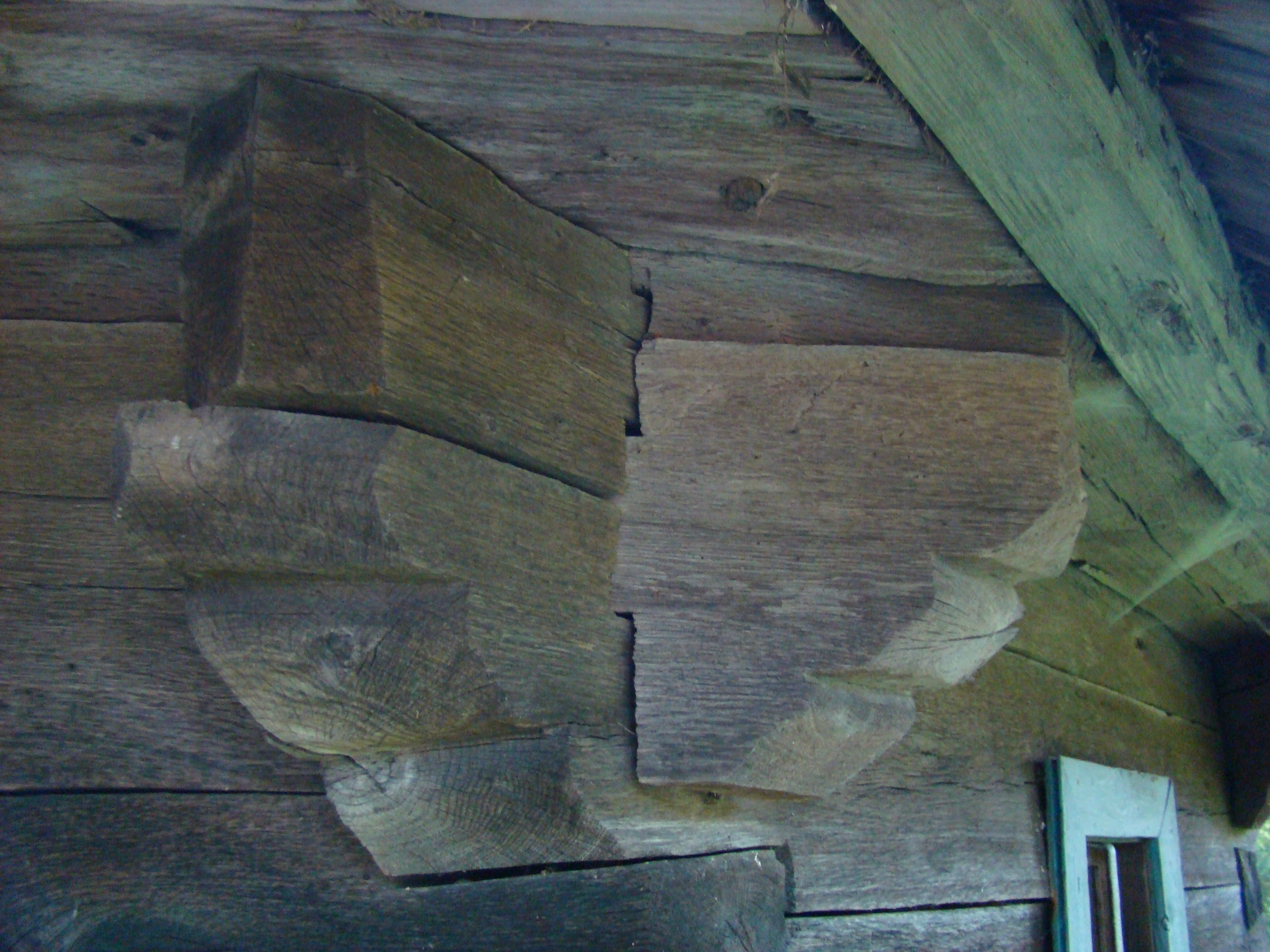
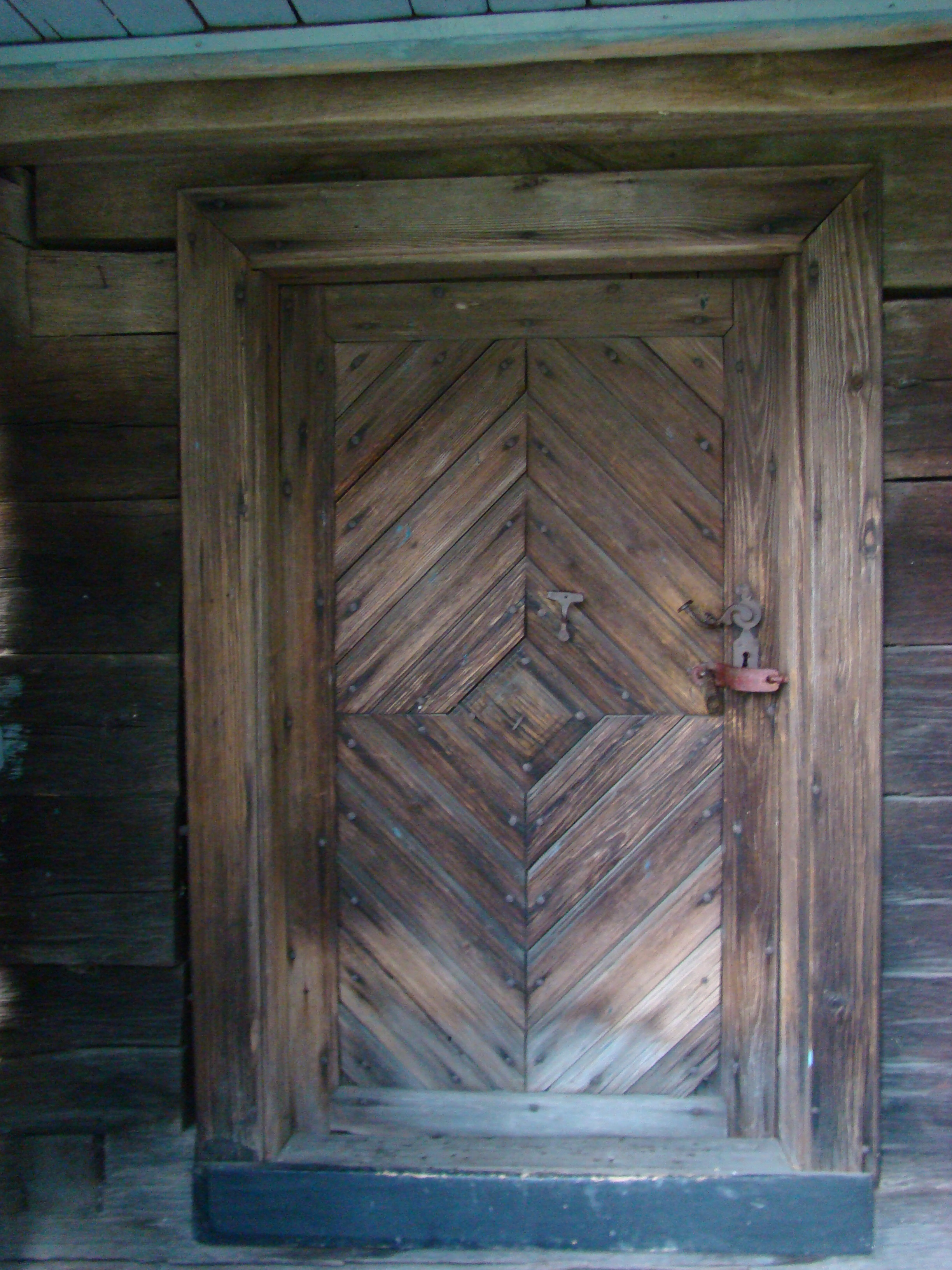
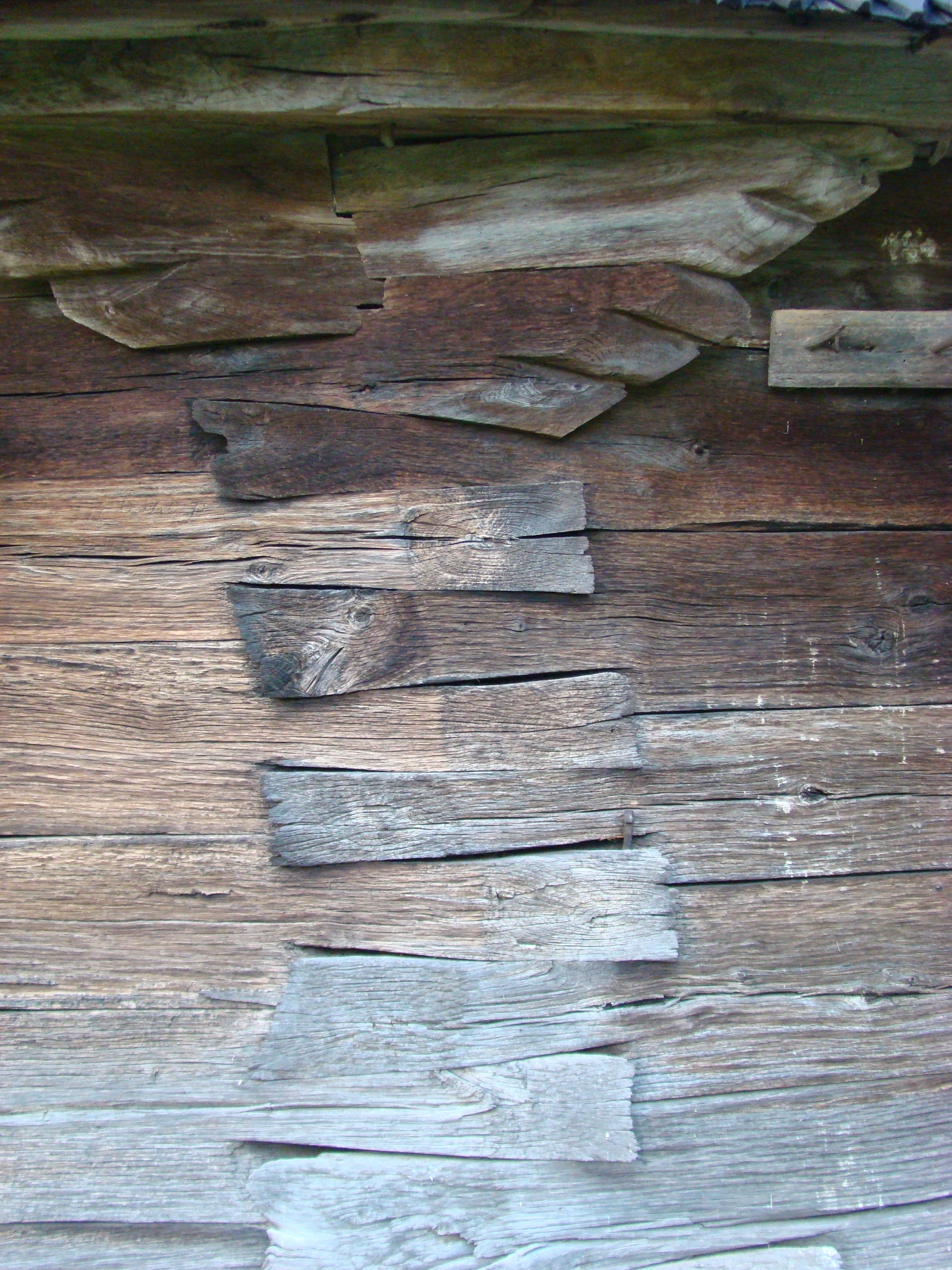
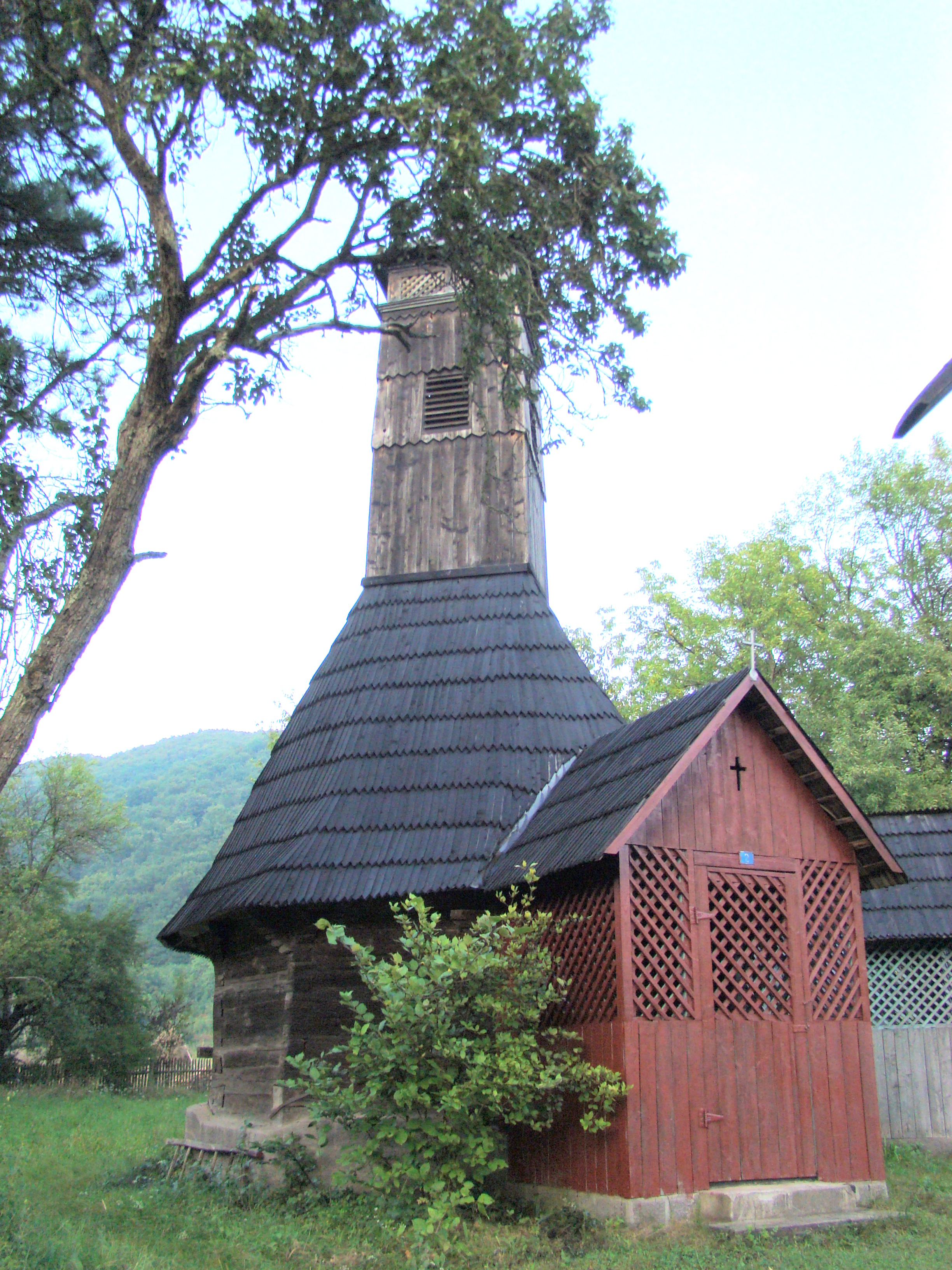
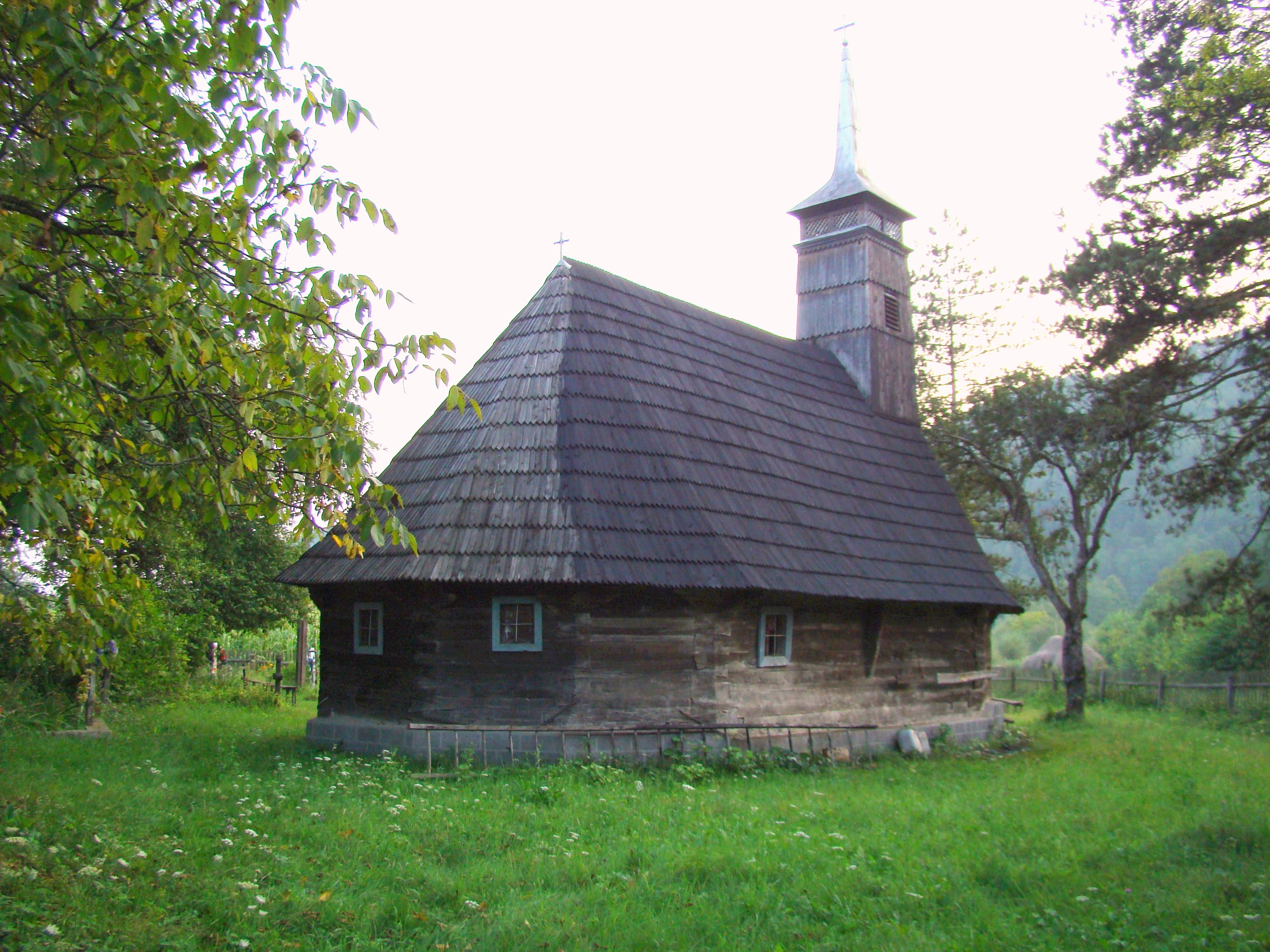
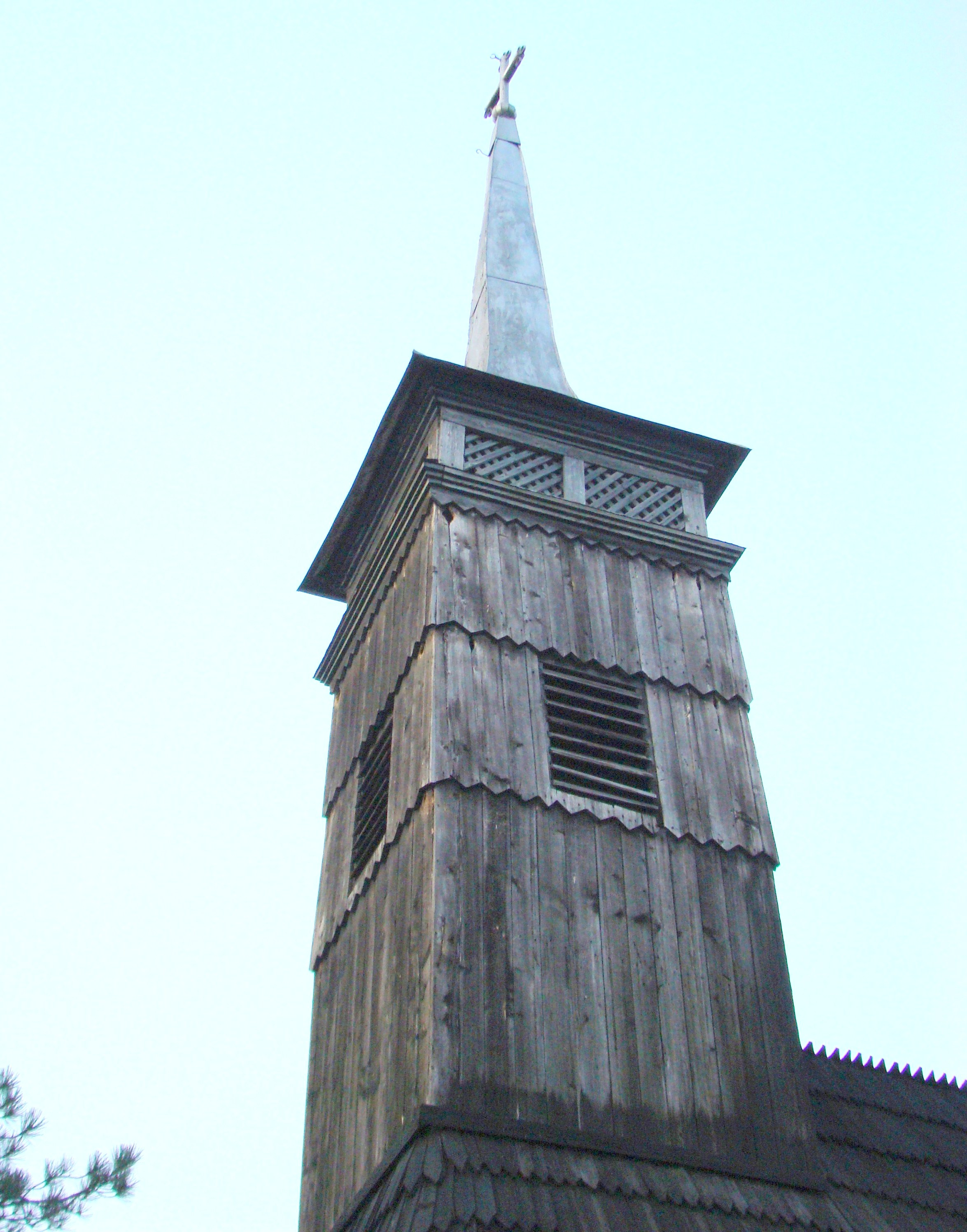
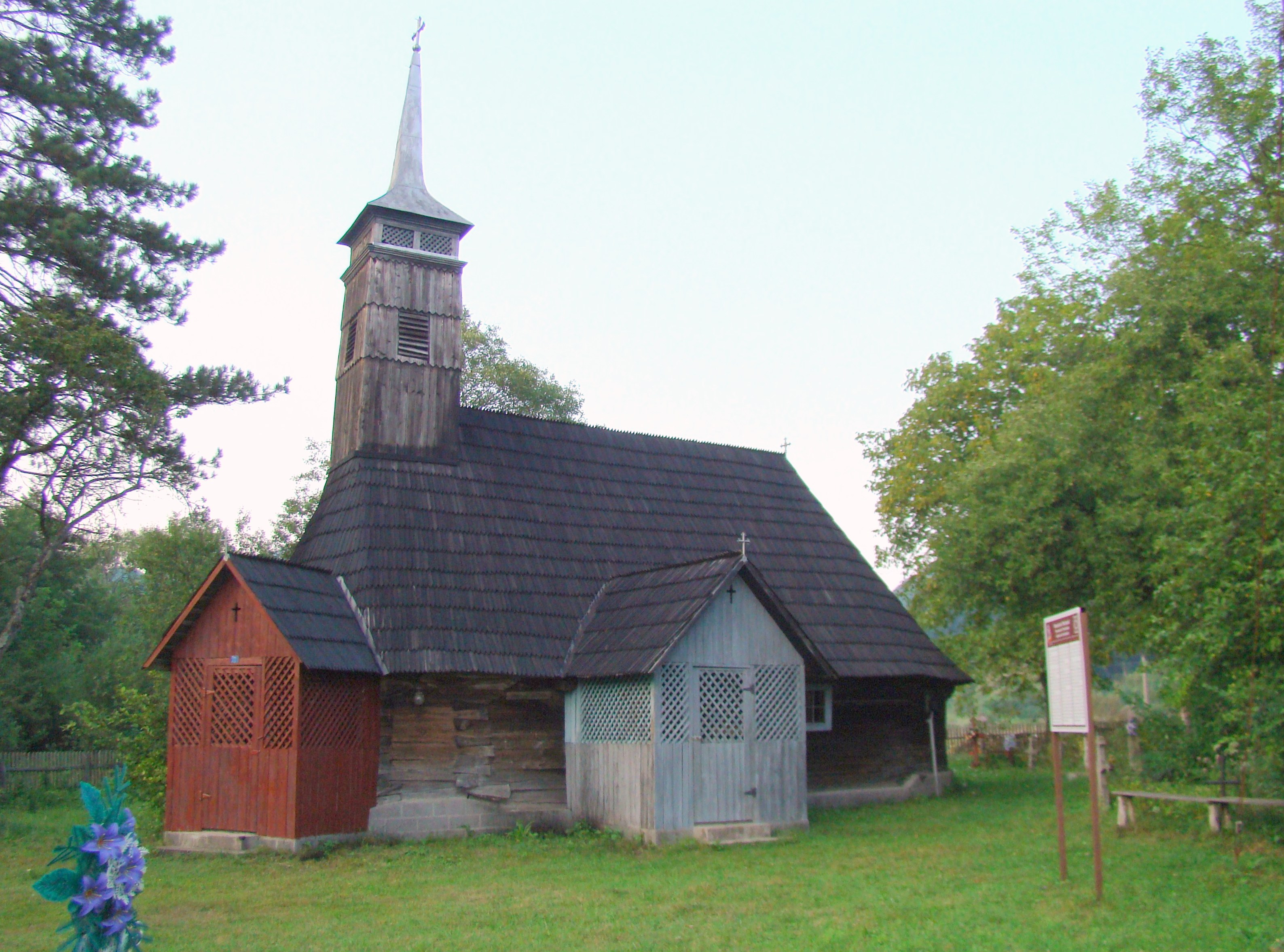
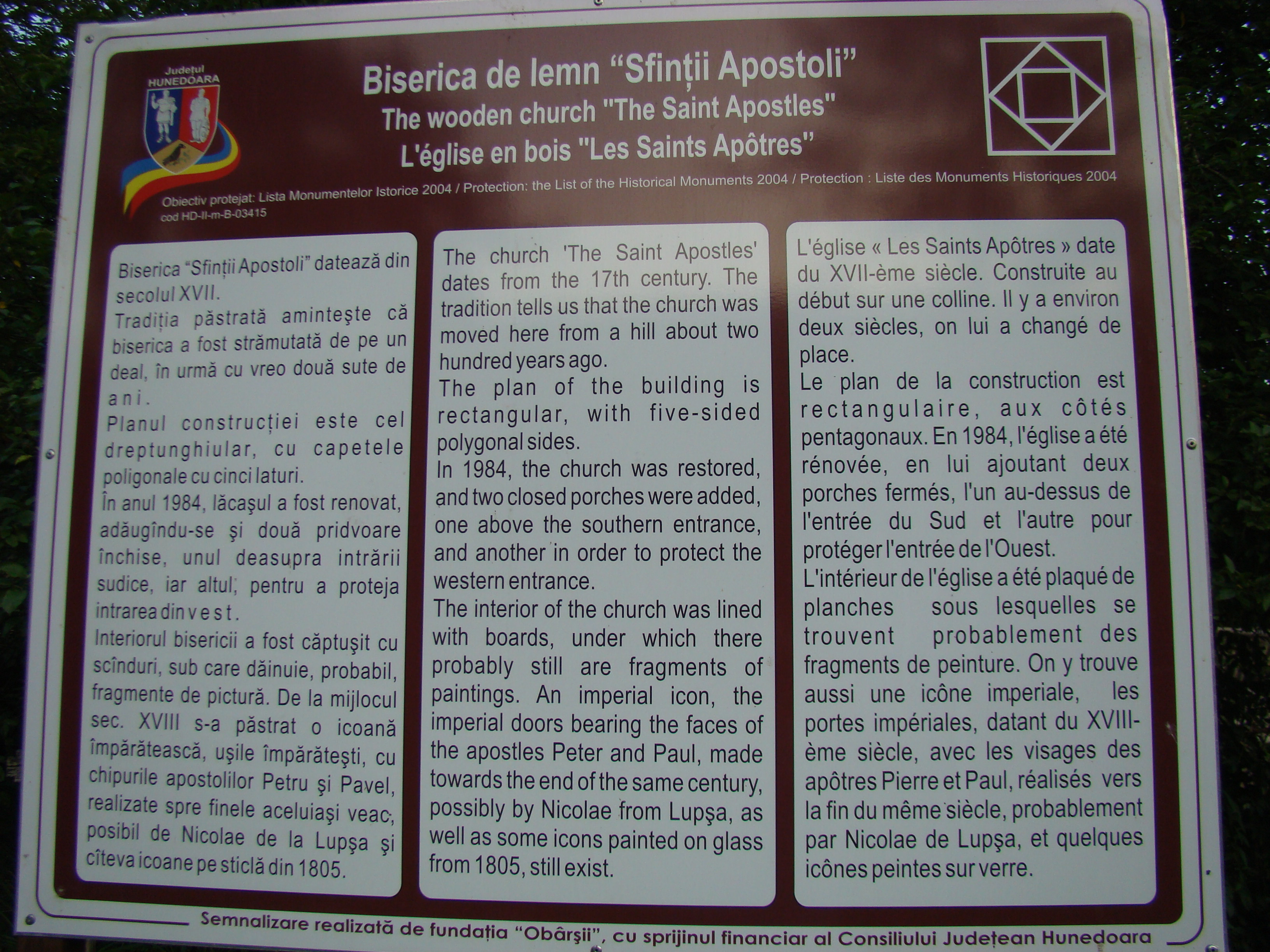
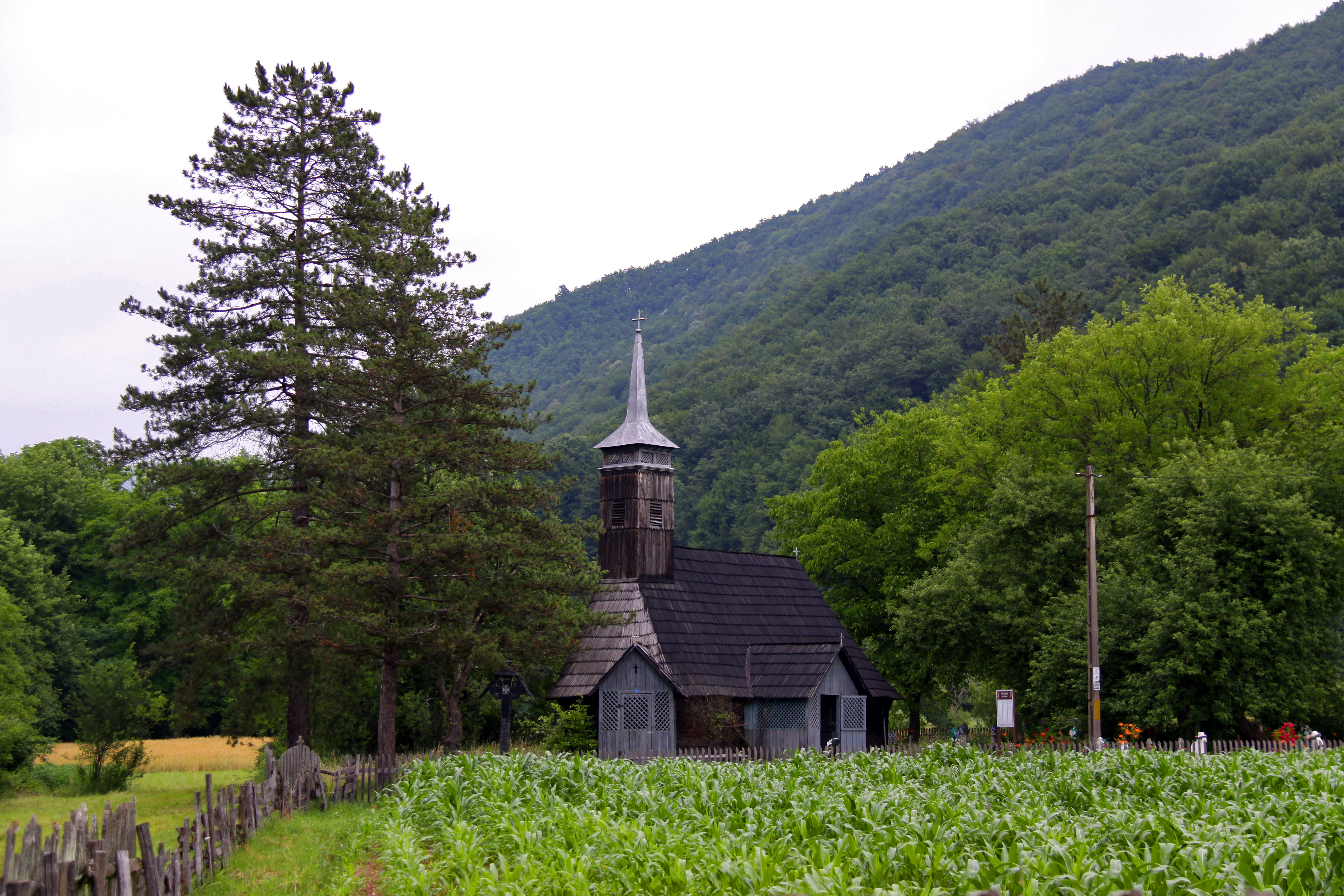
biserica în împrejurimi
femeia între șerpi

## Imagini din interior

naos, intrare